# Lijst van afleveringen van Star Trek: Discovery
Dit is een lijst met afleveringen van de Amerikaanse televisieserie Star Trek: Discovery. Een overzicht van alle afleveringen is hieronder te vinden.

## Seizoen 1
| Nr. | Titel aflevering                                 | Uitzenddatum VS   |
| --- | ------------------------------------------------ | ----------------- |
| 1   | The Vulcan Hello                                 | 24 september 2017 |
| 2   | Battle at the Binary Stars                       | 24 september 2017 |
| 3   | Context is for Kings                             | 1 oktober 2017    |
| 4   | The Butcher's Knife Cares Not for the Lamb's Cry | 8 oktober 2017    |
| 5   | Choose Your Pain                                 | 15 oktober 2017   |
| 6   | Lethe                                            | 22 oktober 2017   |
| 7   | Magic to Make the Sanest Man Go Mad              | 29 oktober 2017   |
| 8   | Si Vis Pacem, Para Bellum                        | 5 november 2017   |
| 9   | Into the Forest I Go                             | 12 november 2017  |
| 10  | Despite Yourself                                 | 7 januari 2018    |
| 11  | The Wolf Inside                                  | 14 januari 2018   |
| 12  | Vaulting Ambition                                | 21 januari 2018   |
| 13  | What's Past is Prologue                          | 28 januari 2018   |
| 14  | The War Without, the War Within                  | 4 februari 2018   |
| 15  | Will You Take My Hand?                           | 11 februari 2018  |

## Seizoen 2
| Nr. | Titel aflevering              | Uitzenddatum VS  |
| --- | ----------------------------- | ---------------- |
| 1   | Brother                       | 17 januari 2019  |
| 2   | New Eden                      | 24 januari 2019  |
| 3   | Point of Light                | 31 januari 2019  |
| 4   | An Obol for Charon            | 7 februari 2019  |
| 5   | Saints of Imperfection        | 14 februari 2019 |
| 6   | The Sounds of Thunder         | 21 februari 2019 |
| 7   | Light and Shadows             | 28 februari 2019 |
| 8   | If Memory Serves              | 7 maart 2019     |
| 9   | Project Daedalus              | 14 maart 2019    |
| 10  | The Red Angel                 | 21 maart 2019    |
| 11  | Perpetual Infinity            | 29 maart 2019    |
| 12  | Through the Valley of Shadows | 5 april 2019     |
| 13  | Such Sweet Sorrow, Part 1     | 13 april 2019    |
| 14  | Such Sweet Sorrow, Part 2     | 20 april 2019    |

## Seizoen 3
| Nr. | Titel aflevering         | Uitzenddatum VS  |
| --- | ------------------------ | ---------------- |
| 1   | Die hoop ben jij, deel 1 | 15 oktober 2020  |
| 2   | Ver van huis             | 22 oktober 2020  |
| 3   | Mensen van de aarde      | 29 oktober 2020  |
| 4   | Vergeet me niet          | 5 november 2020  |
| 5   | Proberen tot de dood     | 12 november 2020 |
| 6   | Scavengers               | 19 november 2020 |
| 7   | Eenwording III           | 26 november 2020 |
| 8   | Het toevluchtsoord       | 3 december 2020  |
| 9   | Terra Firma, deel 1      | 10 december 2020 |
| 10  | Terra Firma, deel 2      | 17 december 2020 |
| 11  | Su'Kal                   | 24 december 2020 |
| 12  | Er is een tij...         | 31 december 2020 |
| 13  | Die hoop ben jij, deel 2 | 7 januari 2021   |